# حسین چرخابی
حسین چرخابی (زادهٔ ۱ مهر ۱۳۲۹) بازیکن سابق فوتبال اهل ایران است.